# Montechiaro d’Acqui
Montechiaro d’Acqui (piemontiul: Monciar) település Olaszországban, Piemont régióban, Alessandria megyében. Lakosainak száma 504 fő (2023. január 1.).